# Aden Flint
Aden Flint (Nottingham, 11 luglio 1989) è un calciatore inglese, difensore del Mansfield Town.

## Carriera
Dopo aver giocato per tre stagioni con l'Alfreton Town, nel 2011 si trasferisce allo Swindon Town. L'11 giugno 2013 viene acquistato dal Bristol City, con cui firma un quadriennale. Diventato uno dei giocatori più rappresentativi del club, con i Robins vince un campionato di League One e un Football League Trophy. Il 27 giugno 2018 passa per 7 milioni di sterline al Middlesbrough, legandosi al Boro fino al 2022. Dopo una buona stagione viene acquistato dall'appena retrocesso Cardiff City per 6 500 000 €.

## Statistiche

### Presenze e reti nei club
Statistiche aggiornate al 19 settembre 2018.
| Stagione            | Squadra             | Campionato          | Campionato | Campionato | Coppe nazionali | Coppe nazionali | Coppe nazionali | Coppe continentali | Coppe continentali | Coppe continentali | Altre coppe | Altre coppe | Altre coppe | Totale | Totale | Totale |
| Stagione            | Squadra             | Comp                | Pres       | Reti       | Comp            | Pres            | Reti            | Comp               | Pres               | Reti               | Comp        | Pres        | Reti        | Pres   | Reti   |        |
| ------------------- | ------------------- | ------------------- | ---------- | ---------- | --------------- | --------------- | --------------- | ------------------ | ------------------ | ------------------ | ----------- | ----------- | ----------- | ------ | ------ | ------ |
| gen.-giu. 2011      | Swindon Town        | FL1                 | 3          | 0          | FACup+CdL       | -               | -               | -                  | -                  | -                  | FLT         | -           | -           | 3      | 0      |        |
| 2011-2012           | Swindon Town        | FL2                 | 32         | 2          | FACup+CdL       | 3+2             | 1+0             | -                  | -                  | -                  | FLT         | 3           | 1           | 40     | 4      |        |
| 2012-2013           | Swindon Town        | FL1                 | 29+2       | 2+1        | FACup+CdL       | 1+3             | 0+1             | -                  | -                  | -                  | FLT         | 1           | 0           | 36     | 4      |        |
| Totale Swindon Town | Totale Swindon Town | Totale Swindon Town | 64+2       | 4+1        |                 | 9               | 2               |                    | -                  | -                  |             | 4           | 1           | 79     | 8      |        |
| 2013-2014           | Bristol City        | FL1                 | 34         | 3          | FACup+CdL       | 4+3             | 0               | -                  | -                  | -                  | FLT         | 2           | 0           | 43     | 3      |        |
| 2014-2015           | Bristol City        | FL1                 | 46         | 14         | FACup+CdL       | 5+0             | 0               | -                  | -                  | -                  | FLT         | 6           | 1           | 57     | 15     |        |
| 2015-2016           | Bristol City        | FLC                 | 44         | 6          | FACup+CdL       | 2+1             | 0               | -                  | -                  | -                  | -           | -           | -           | 47     | 6      |        |
| 2016-2017           | Bristol City        | FLC                 | 46         | 5          | FACup+CdL       | 3+4             | 0               | -                  | -                  | -                  | -           | -           | -           | 53     | 5      |        |
| 2017-2018           | Bristol City        | FLC                 | 39         | 8          | FACup+CdL       | 1+6             | 0+1             | -                  | -                  | -                  | -           | -           | -           | 46     | 9      |        |
| Totale Bristol City | Totale Bristol City | Totale Bristol City | 209        | 36         |                 | 29              | 1               |                    | -                  | -                  |             | 8           | 1           | 246    | 38     |        |
| 2018-2019           | Middlesbrough       | FLC                 | 39         | 1          | FACup+CdL       | -               | -               | -                  | -                  | -                  | -           | -           | -           | 39     | 1      |        |
| Totale carriera     | Totale carriera     | Totale carriera     | 312+2      | 41+1       |                 | 38              | 3               |                    | -                  | -                  |             | 12          | 2           | 193    | 44     |        |

## Palmarès

### Club

#### Competizioni nazionali
- Conference League North: 1

Alfreton Town: 2010-2011
- Campionato inglese di quarta divisione: 1

Swindon Town: 2011-2012
- Football League One: 1

Bristol City: 2014-2015
- Football League Trophy: 1

Bristol City: 2014-2015